# 鄧鎔
邓镕（1872年—1932年）字守瑕（一字寿瑕），号忍堪、忍堪居士，又号拙园，室名荃察（詧）余斋，又署荃詧余斋主人、西刘邨人，四川成都人，清朝及中华民国政治人物，诗人。佛教居士。

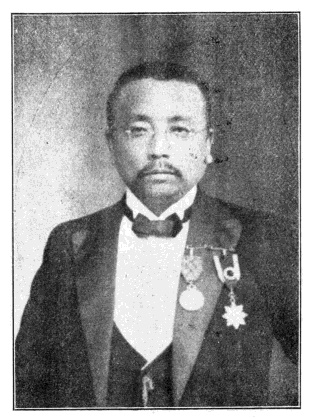

## 生平
邓镕是清朝光绪丁酉科优贡。后来他留学日本，清光绪三十二年（1906年）入日本明治大学专门部法律科，1908年毕业获法学士。归国后，他获法政科举人。此后他历任内阁中书、京师内城巡警总厅司法科科长。
中华民国成立后，他历任京师内城巡警总厅佥事、北京临时参议院议员、民元国会众议院议员、政治会议议员、约法会议议员、参政院参政、大理院官律师。他还任大总统府及内务部、交通部顾问，获授中大夫，四等嘉禾章。1915年，他听释谛闲讲佛法，遂信佛。袁世凯死后，民元国会复会，他继续任众议院议员。1925年起，他寓居天津，并时常回北京。
1932年，邓镕逝世。

## 著作
- 荃察余齋詩文存
- 忍堪居士年譜

## 家庭
- 子：鄧寶名、鄧寶善、鄧寶晉。
- 女儿：邓懿，曾就读于燕京大学，1938年嫁给了燕京大学校友周一良，并在天津国民饭店举行了盛大婚礼。[6]